# Osmoregulace

Osmoregulace červených krvinek

Osmoregulace je aktivní regulace osmotického tlaku ve specializovaných buňkách, které regulují pohyb látek a zmírňují změny v tělních tekutinách za účelem udržování homeostázy, tedy:
- udržování iontové rovnováhy a osmotického příjmu a výdeje vody
- vyvažování příjmu a výdaje tepla v tolerovaném rozmezí
- zbavování se odpadních produktů metabolismu vylučováním

## Osmoregulace lidského těla
Orgány lidského těla, které se více nebo méně starají o rovnováhu vody v lidském těle jsou:
- játra (přímo se neúčastní)
- ledviny
- plíce
- kůže
- slinivka břišní
- hypothalamus

## Osmoregulátoři a osmokonformeři
Osmoregulátoři vynakládají energii ke kontrole své vnitřní osmolarity, osmokonformeři jsou vůči svému okolí izoosmotičtí.